# Саша Драгин
Саша Драгин е сръбски политик.

## Биография
Саша Драгин е роден на 10 юни 1972 г. в Сомбор. Завършва агрономство в Новосадския университет през 1999 г., през 2003 г. завършва магистратура, а през 2007 г. – докторантура.
Работи в лаборатории за генетични изследвания на домашни животни в щата Илинойс в САЩ, както и в Изследователския институт за производство на животни в Нитра в Словакия. През 2005 г. е назначен за заместник-секретар на земеделието, водите и горите на Войводина. Основател е на международна организация на студентите по агрономство, както и на младежката камара на Нови Сад.
Владее английски, има познания по немски език.